# Klorhätta
Klorhätta (Mycena leptocephala) är en svampart som först beskrevs av Christiaan Hendrik Persoon, och fick sitt nu gällande namn av Claude-Casimir Gillet 1876. Enligt Catalogue of Life ingår Klorhätta i släktet Mycena,  och familjen Mycenaceae, men enligt Dyntaxa är tillhörigheten istället släktet Mycena,  och familjen Favolaschiaceae. Arten är reproducerande i Sverige. Inga underarter finns listade i Catalogue of Life.

## Källor

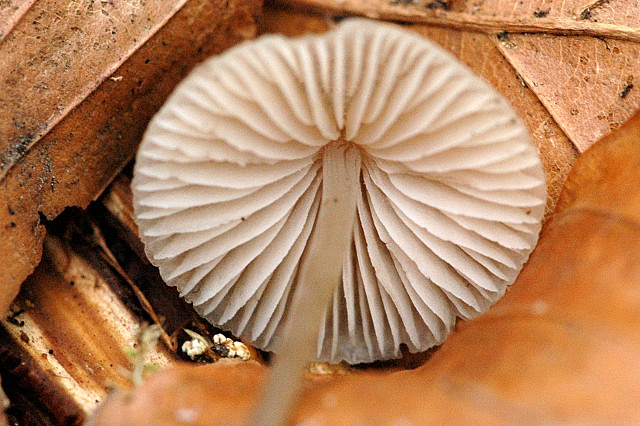
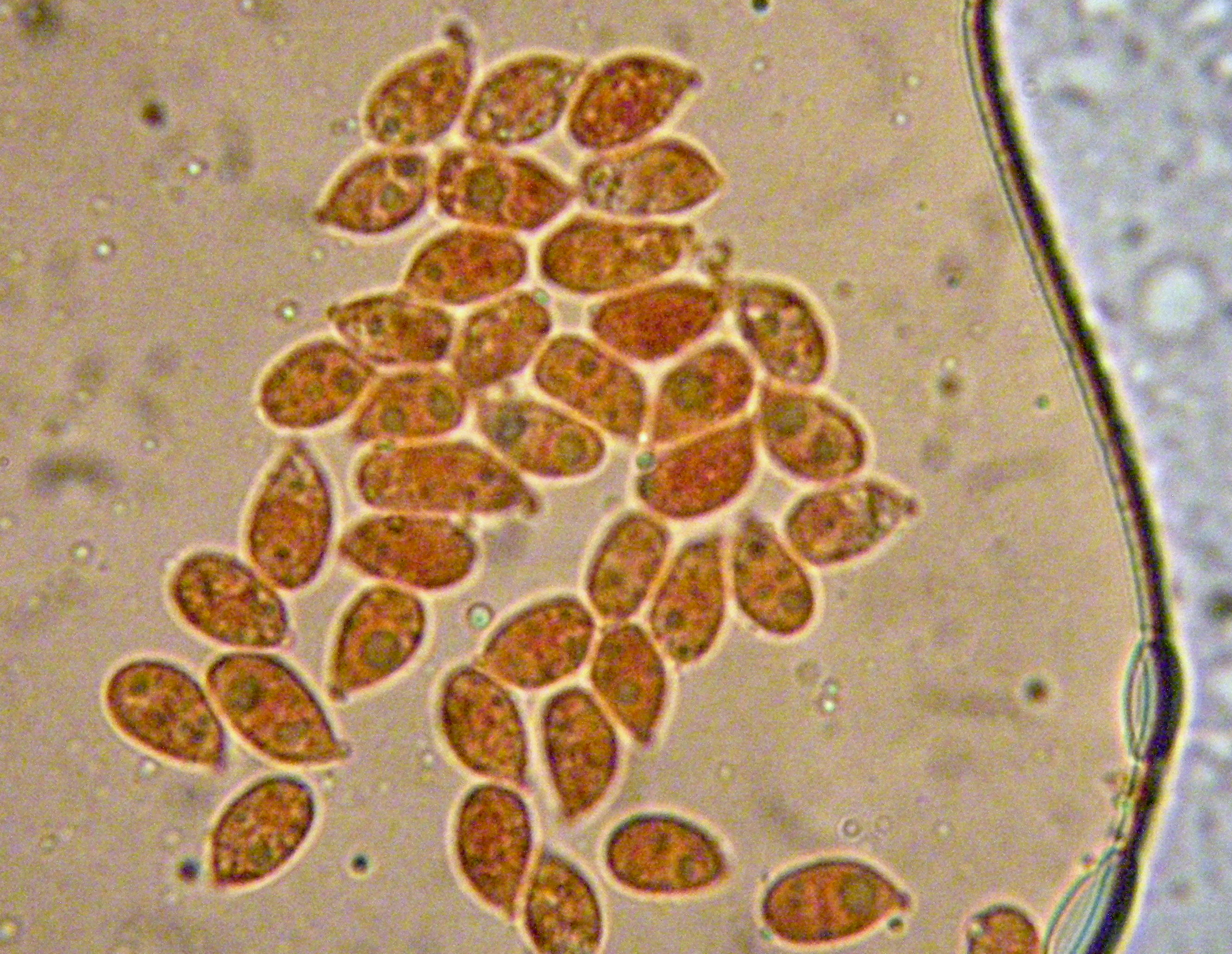
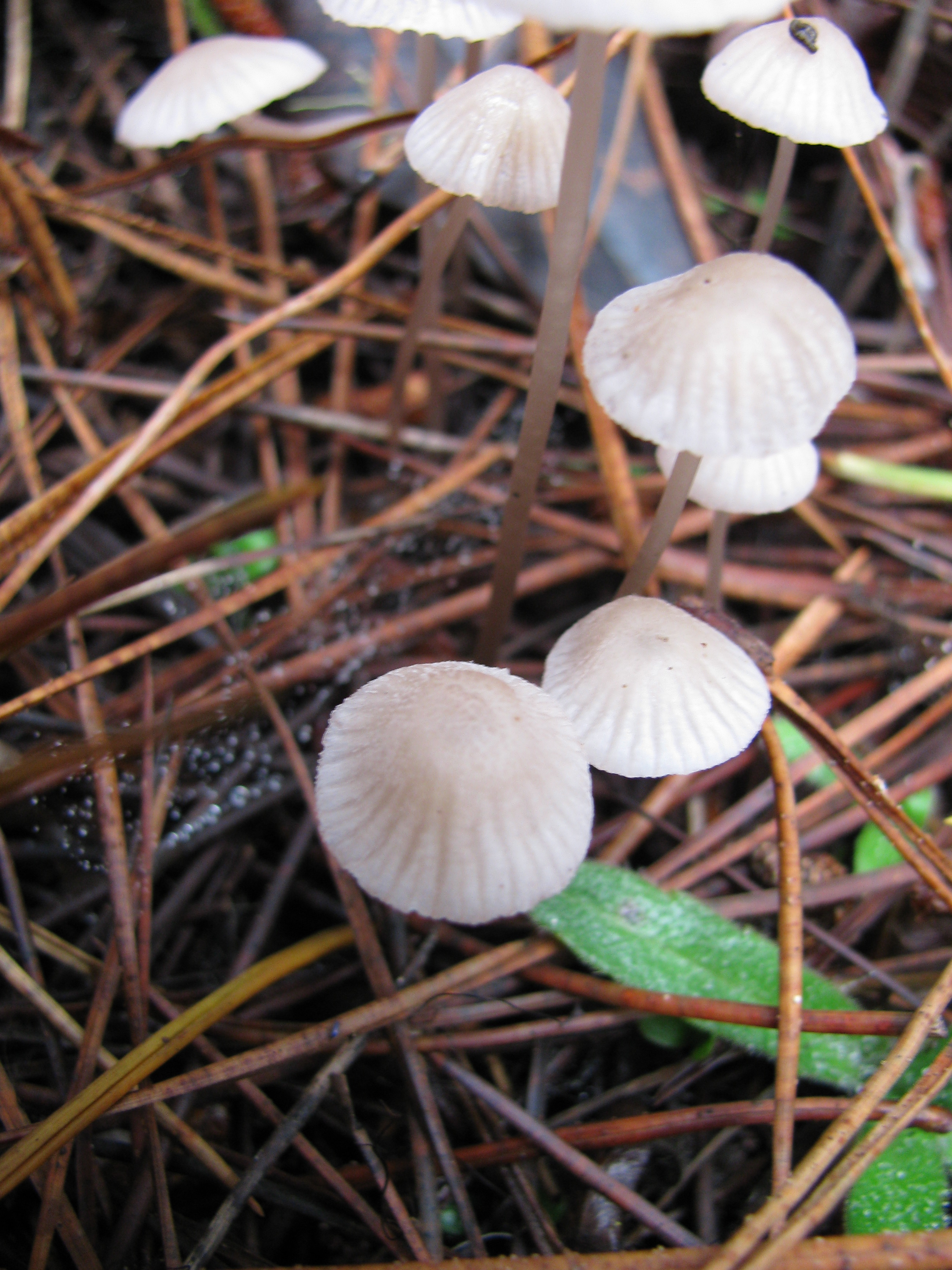